# Kenny Rogers (Jazzmusiker)
Kenny Rogers (* um 1935 in New York City) war ein US-amerikanischer Jazzmusiker (Saxophone, Flöte,  Komposition).

## Leben und Wirken
Rogers studierte am Brooklyn Conservatory of Music und an der Manhattan School of Music. Seine berufliche Laufbahn umfasste Erfahrungen mit Gruppen unter der Leitung von Frank Foster, Clark Terry, Nancy Wilson, Willis Jackson, Lou Rawls und dem Reuben Phillips Orchestra. Erste Aufnahmen entstanden 1956, als er Gelegenheit hatte, zusammen mit Hank Mobley, Horace Silver, Paul Chambers und Charli Persip an Lee Morgans Blue-Note-Album Lee Morgan Volume 2 mitzuwirken.
Des Weiteren arbeitete Rogers auch mit Rahsaan Roland Kirk, Pat Patrick and The Baritone Saxophone Retinue (1977) und Dollar Brand (African Marketplace, 1979). In den 1980er-Jahren gehörte er Woody Herman and His Orchestra und war auf Aufnahmen der Formation Cold Sweat um Craig Harris (Cold Sweat Plays J.B.) und des Me, We and Them Orchestra von Jabbo Ware zu hören. Im Bereich des Jazz war er laut Tom Lord zwischen 1956 und 1996 an 19 Aufnahmesessions beteiligt, zuletzt bei Benny Golsons Filmmusik zu Ed's Next Move (1998) von John C. Walsh.